# Haute Soule: massif forestier, gorges d'Holzarté et d'Olhadubi
Haute Soule: massif forestier, gorges d'Holzarté et d'Olhadubi este o arie protejată (arie de protecție specială avifaunistică — SPA) din Franța întinsă pe o suprafață de 2.607 ha, integral pe uscat.

## Localizare
Centrul sitului Haute Soule: massif forestier, gorges d'Holzarté et d'Olhadubi este situat la coordonatele 42°59′21″N 0°56′10″W / 42.98907°N 0.93608°V.

## Înființare
Situl Haute Soule: massif forestier, gorges d'Holzarté et d'Olhadubi a fost declarat arie de protecție specială avifaunistică în baza directivei 79/409 din 1979 referitoare la conservarea păsărilor sălbatice pentru a proteja 21 de specii de animale.

## Biodiversitate
Situată în ecoregiunea alpină, aria protejată nu include niciun habitat protejat.
La baza desemnării sitului se află mai multe specii protejate de  păsări (21): pescăruș albastru (Alcedo atthis), acvilă de munte (Aquila chrysaetos), buha (Bubo bubo), Charadrius morinellus, șerpar (Circaetus gallicus), erete vânăt (Circus cyaneus), ciocănitoare cu spate alb (Dendrocopos leucotos), ciocănitoarea de stejar (Dendrocopos medius), ciocănitoare neagră (Dryocopus martius), șoim călător (Falco peregrinus), zăgan (Gypaetus barbatus), vulturul pleșuv sur (Gyps fulvus), acvilă pitică (Hieraaetus pennatus), sfrâncioc roșiatic (Lanius collurio), gaia neagră (Milvus migrans), gaia roșie (Milvus milvus), vultur egiptean (Neophron percnopterus), Perdix perdix hispaniensis, viespar (Pernis apivorus), Pyrrhocorax pyrrhocorax,  cocoș de munte (Tetrao urogallus).
Pe lângă speciile protejate, pe teritoriul sitului au mai fost identificate 11 specii de păsări.